# Dougabougou
Dougabougou est une commune du Mali, dans le cercle et la région de Ségou. Elle se situe à 60 km au nord de Ségou par la route et à une dizaine de kilomètres de la rive nord du fleuve Niger. La commune compte, en 2009, près de 28 000 habitants.

## Géographie
La commune de Dougabougou comprend, outre la ville de Dougabougou, 6 villages : Dougabougou-Koroni, Niougou, Domgoma, Banougou, Temou et Sissako. Elle est bordée par les communes de Siribala au nord, Sansanding à l'est, Markala au sud, Baguindadougou au sud-ouest et N'Koumandougou à l'ouest. La ville borde le Fala de Molodo, un défluent du Niger et est irriguée par le canal Coste-Ongoiba,.

## Démographie
La population de la commune de Dougabougou est passée de 19 478 habitants en 1998 à 27 951 habitants en 2009. Avec une superficie de 175 km2, la densité atteint 160 habitants/km2. Sur la même période la population de la ville de Dougabougou est passée de 11 312 habitants à 17 126 habitants,.